# 田山站
田山站（日语：／ Tayama eki */?）是位於岩手縣八幡平市石名坂11番，東日本旅客鐵道（JR東日本）的花輪線車站。

## 歷史
- 1929年（昭和4年）10月25日：鐵道省荒屋新町站至此站之間開通，此站啟用。當時車站位於二戶郡田山村（日语：田山村）。
- 1931年（昭和6年）10月17日 此站至陸中花輪站之間開業。
- 1986年（昭和61年）11月1日：列車交會設施撤走。取消田山站長，由荒屋新町站管理下（但是職員繼續由荒屋新町站派遣）。
- 1987年（昭和62年）4月1日：伴隨國鐵分割民營化，車站由東日本旅客鐵道（JR東日本）營運。
- 1999年（平成11年）12月4日：隨著荒屋新町站成為業務委託車站，不再派遣車站職員至此站。此站成為無人車站。此站由大更站長管理。
- 2018年（平成30年）6月1日：隨著大更站改為業務委託車站，此站改由盛岡站管理。

## 車站構造
車站是一座地面車站，設有1面1線的單式月台。此站原本設有2面2線的相對式月台。此站設有廁所。
此站是由盛岡站管理的無人車站。在1999年前由荒屋新町站派遣車站職員至此站當值。

## 車站周邊
- 岩手警署（日语：岩手警察署）田山駐在所
- 縣道195號田山花輪線（日语：岩手県道・秋田県道195号田山花輪線）
- 國道282號（日语：国道282号）
- 田山滑雪場
- 田山郵局
- 東北自動車道
- 八幡平市立田山小學
- 米代川（日语：米代川）

## 相鄰車站
東日本旅客鐵道（JR東日本）
■花輪線
橫間－田山－兄畑

## 注腳
1. 1 2  . JR東日本. 東日本旅客鐵道. 2020年11月14日  [2020年11月14日] （日语）.

## 外部連結
- 車站資訊（田山）：東日本旅客鐵道（日語）